# Auschwitzi koncentrációs tábor
Az auschwitzi koncentrációs tábor (németül: Konzentrationslager Auschwitz; más néven KL Auschwitz vagy KZ Auschwitz) több mint 40 koncentrációs és megsemmisítőtáborból álló komplexum, amelyet a náci Németország működtetett a megszállt Lengyelországban. A komplexum Auschwitz I-ből, az oświęcimi főtáborból (Stammlager); Auschwitz II-Birkenau, a megsemmisítőtáborból; Auschwitz III-Monowitz, az IG Farben vegyipari munkatáborából; és több tucat altáborból állt. A táborok a nácik "végső megoldásának" fő helyszíneivé váltak.
Miután Németország 1939 szeptemberében Lengyelország megszállásával elindította a második világháborút, a Schutzstaffel (SS) hadifogolytáborrá alakította át az Auschwitz I. laktanyát. A politikai foglyok kezdetben Auschwitzba történő szállítása szinte kizárólag lengyelekből állt (a tábort kezdetben ezek számára hozták létre). Az első két évben a fogvatartottak többsége lengyel volt. A foglyokat a legapróbb okok miatt verték, kínozták és kivégezték. Az első szovjet és lengyel foglyok elgázosítására az I. Auschwitz 11-es blokkjában került sor 1941 augusztusa körül.
A következő hónapban megkezdődött az Auschwitz II építése, és 1942-től 1944 végéig marhavagonokban szállították a zsidókat a németek által megszállt Európa minden részéről a gázkamrákba. Az Auschwitzba küldött 1,3 millió ember közül 1,1 milliót meggyilkoltak, ennek csaknem a fele magyar származású volt. Az áldozatok közül 960 000 volt zsidó (ebből 865 000-et érkezéskor gázosítottak), 74 000 lengyel, 21 000 roma, 15 000 szovjet hadifogoly és 15 000 egyéb kisebbség (szlávok, homoszexuálisok). Azokat, akiket nem gázosítottak el, éhen haltak, de sokan haltak meg a kimerültségtől, betegségektől. Nem volt ritka a szabályos kivégzés sem. Másokat (ikrek, rendellenességet hordozók) orvosi kísérletek során öltek meg.
Amikor a szovjet Vörös Hadsereg 1945 januárjában, a háború vége felé közeledett Auschwitzhoz, az SS a tábor lakosságának nagy részét nyugatra küldte halálmenetben a németországi és ausztriai táborokba. A szovjet csapatok 1945. január 27-én léptek be a táborba, ezen a napon 2005 óta a holokauszt nemzetközi emléknapjaként emlékeznek meg. A háború utáni évtizedekben olyan túlélők, mint Primo Levi, Viktor Frankl és Elie Wiesel emlékiratokat írtak élményeikről, és a tábor a holokauszt meghatározó szimbólumává vált. 1947-ben Lengyelország megalapította az Auschwitz-Birkenau Állami Múzeumot az I. és II. koncentrációs tábor helyén, majd 1979-ben az UNESCO a Világörökség részévé nyilvánította. 1994-ig 22 millió látogató – évente 700 000 – haladt át a vaskapun, amely felett a cinikus Arbeit macht frei jelszó olvasható.

## Története
Nevét a közeli Oświęcim német nevéről kapta, ami Krakkótól kb. 60 kilométerre nyugatra helyezkedik el Dél-Lengyelországban. A várost a Lengyelországi hadjárat végén, 1939. november 1-jétől a német birodalomhoz csatolták, 1940-től a nemzetiszocialista Németország számos koncentrációs tábort és egy megsemmisítő tábort épített a környéken. Ezek a táborok a holokauszt előkészítésének fontos elemei voltak, körülbelül 1,1 millió embert öltek meg itt, akiknek körülbelül 90%-a zsidó volt. A kivégzett zsidók 1/6-a ebben a táborban vesztette életét. Továbbá érkezett még megközelítőleg 150 000 lengyel, 23 000 cigány, 15 000 szovjet fogoly, 400 Jehova tanúja, és több tízezer eltérő nemzetiségű ember, akiknek nagy része meghalt a kivégzések, orvosi kísérletek, kényszermunka, éhínség vagy betegségek során.
A táborok:
- Auschwitz I., az eredeti koncentrációs tábor, amely az adminisztratív központ szerepét töltötte be az egész komplexum számára, és megközelítőleg 70 000 ember, főleg lengyel és szovjet hadifoglyok halálának színhelye volt.
- Auschwitz II. (Birkenau), megsemmisítő tábor, eredetileg 50 000 hadifogoly elszállásolására és dolgoztatására épült, később ez 200 000-re emelkedett. Itt épült a tábor első gázkamrája, amit a meszeletlen téglák miatt „vörös háznak” hívtak, később egy nagyobb, lemeszelt „fehér háznak” nevezett kamrát is építettek. Az első 500–700 míg a második 800–1000 ember közös kivégzését tette lehetővé.
- Auschwitz III. (Monowitzi koncentrációs tábor), az IG Farben konszern Buna-Werke gyára számára munkatáborként szolgált.
- Roma tábor, 1942. december 10-én Himmler parancsot adott a szinti és roma emberek gyűjtésére is. Őket a birkenaui táborhoz csatolt, elkülönített „cigány családi táborba” helyezték, főleg építőmunkát végeztettek velük. Körülbelül 23 000-en érkeztek ebbe a táborba, ahol nagy részük meghalt alultápláltság, tífusz és üszkösödés miatt.

A meggyilkolt áldozatok pontos száma nem ismert. Az Auschwitzhoz tartozó kisebb táborokkal együtt a legújabb becslések 1,1–1,6 millióra teszik.
Mint minden német koncentrációs tábort, az auschwitzi táborokat is Heinrich Himmler SS-e működtette. A tábor parancsnoka 1943 nyaráig SS-Obersturmbannführer Rudolf Höß (gyakran „Hoess”-nek írják), később Arthur Liebehenschel és Richard Baer volt. Höß részletes leírást adott a tábor működéséről a háború utáni kihallgatása alkalmával, és önéletrajzában is. 1947-ben akasztották fel az Auschwitz I. krematóriuma előtt. A nők parancsnoka Johanna Langefeld, Maria Mandel és Elisabeth Volkenrath volt.
Mintegy 700 fogoly kísérelt meg szökést az auschwitzi táborokból fennállása alatt, ebből körülbelül 300 járt sikerrel (kb. 40% arányban). A szokásos büntetés a szökési kísérletért az éhhalál volt.

## Auschwitz I.

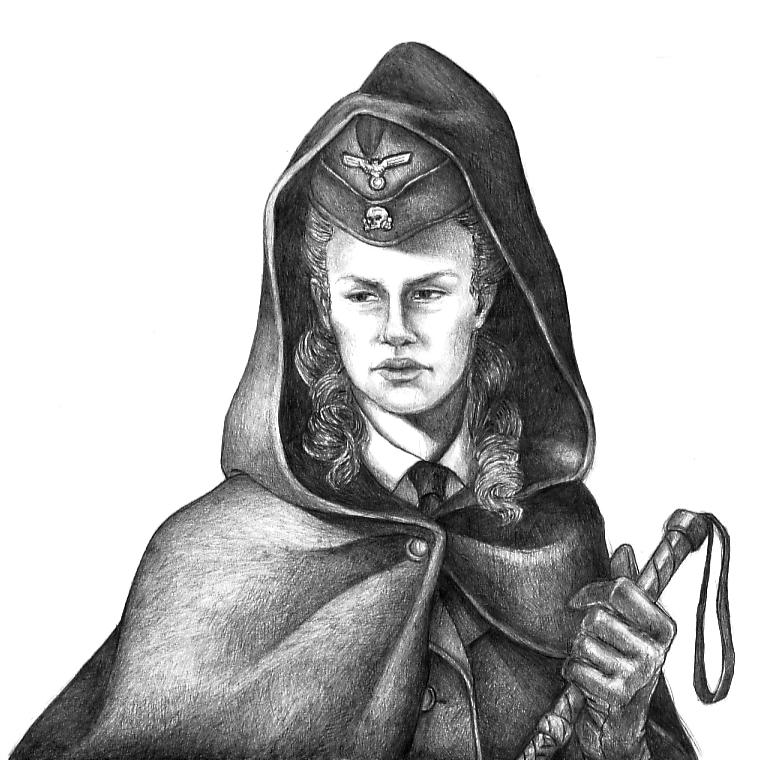
SS-felügyelőnő

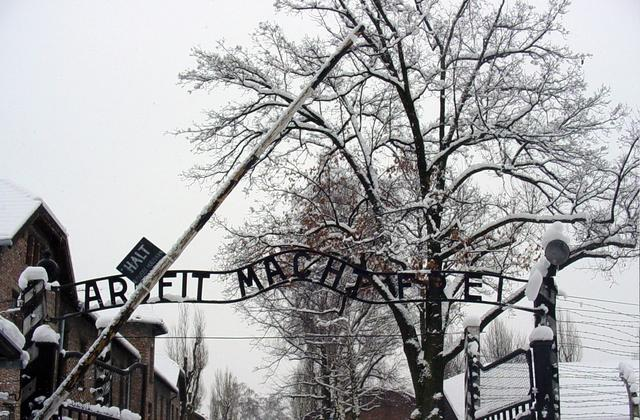
A tábor bejárata a hírhedt „Arbeit macht frei” felirattal

Auschwitz I. az egész komplexum adminisztratív központjaként funkcionált. 1940. május 20-án alapították egy régi, még az Osztrák–Magyar Monarchia idején épült kaszárnya épületeit felhasználva. Ugyanezen év június 14-én érkeztek meg a tábor első lakói: 728 lengyel politikai fogoly Tarnówból. A tábort először lengyel értelmiségiek és az ellenállási mozgalom tagjainak internálására, valamint szovjet hadifoglyok őrzésére használták. Köztörvényes német bűnözőket, „antiszociális elemeket” és 48 német homoszexuálist szintén bezártak ide. Zsidókat szintén az első transzporttól szállítottak ide (Tarnówból). A táborban 13-16 000 foglyot tartottak, 1942-re ez a szám elérte a 20 000-et.
Az auschwitzi bejárati kapu felett az „Arbeit macht frei” („A munka szabaddá tesz”) felirat volt olvasható. Bár semmilyen munka, amit a foglyoknak végezniük kellett, nem tette őket szabaddá, a tisztek olyan reményt keltettek bennük, mintha valami eredménye volna a többletmunkának. A tábor foglyai napközben elhagyták a tábort építő- vagy mezőgazdasági munka végzése céljából, zenekari kísérettel kellett áthaladni a kapun. Ellentétben azzal, amit több filmben látni, a zsidók többsége az Auschwitz II. táborba volt bezárva, és nem haladt el a felirat alatt.
Az SS kiválasztott néhány foglyot, gyakran köztörvényes német bűnözőt, ún. kápó-t, akik a többi fogoly kivételezett felügyelői lettek. A különböző fogolycsoportokat speciális jelekkel látták el a ruhájukon, a zsidókat tartották a legrosszabbnak. Minden fogolynak dolgoznia kellett; a hadianyaggyárakon kívül a vasárnapokat takarításra és zuhanyozásra fordították, munkát nem kellett végezni. A kemény munkakövetelmények a gyenge élelmezéssel és higiéniai körülményekkel párosítva a foglyok nagy halálozási arányát eredményezték.
A 11. blokk volt a „börtön a börtönben”, ahol a számos szabály megsértőit büntették. Néhány fogolynak napokat kellett eltöltenie olyan szűk cellában, ahol még leülni sem tudott. Másokat kivégeztek: agyonlőtték, felakasztották vagy halálra éheztették őket.
1941 szeptemberében az SS mérgesgáz-kísérleteket végzett hidrogén-cianiddal a 11. blokkban: az eredmény 850 lengyel és orosz halott. Az első próba 1941. szeptember 3-án volt, ekkor 600 szovjet hadifoglyot öltek meg. A szert, amely a halálos hidrogén-cianid gázt fejlesztette, Zyklon–B márkanév alatt forgalmazták, és eredetileg rovarölőszerként tetűirtásra használták. A kísérletet sikeresnek nyilvánították, egy bunkert átalakítottak gázkamrává és krematóriummá. Ez a gázkamra 1941–1942-ig üzemelt, akkor légvédelmi óvóhellyé építették át.
Az első nő 1942. március 26-án érkezett a táborba. 1942 áprilisától 1943 májusáig Carl Clauberg nőgyógyász sterilizációs kísérleteket folytatott zsidó asszonyokon a 10. blokkban, abból a célból, hogy kifejlesszen egy, a szlávokon alkalmazandó egyinjekciós módszert. Josef Mengele ikreken kísérletezett. Azokat a foglyokat, akik a tábor kórházában nem gyógyultak meg elég gyorsan, rendszeresen fenolinjekciókkal ölték meg.
A tábor bordélya, melyet 1943 nyarán nyitottak meg Himmler parancsára, a 24. blokkban kapott helyet, és kitüntetett foglyok jutalmazására használták. (A bordély meglétét női túlélők érthető okokból nem erősítették meg.) A bordély személyzetét erre a célra kiválasztott nőkből és néhány önként jelentkező női fogolyból állították össze, többet közülük a katonák megerőszakoltak.

## Auschwitz II. (Birkenau)

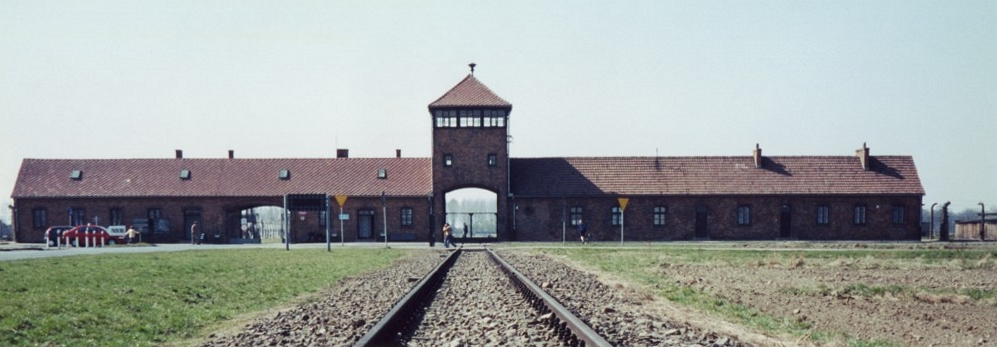
Auschwitz II. (Birkenau), a fő megsemmisítő tábor bejárata, 2002

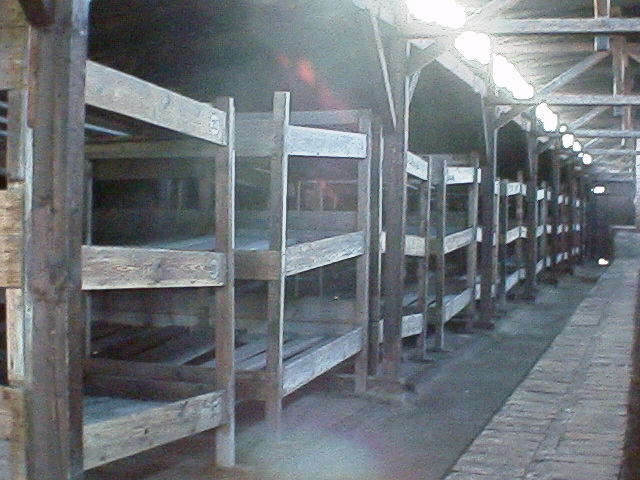
Egy barakk belseje

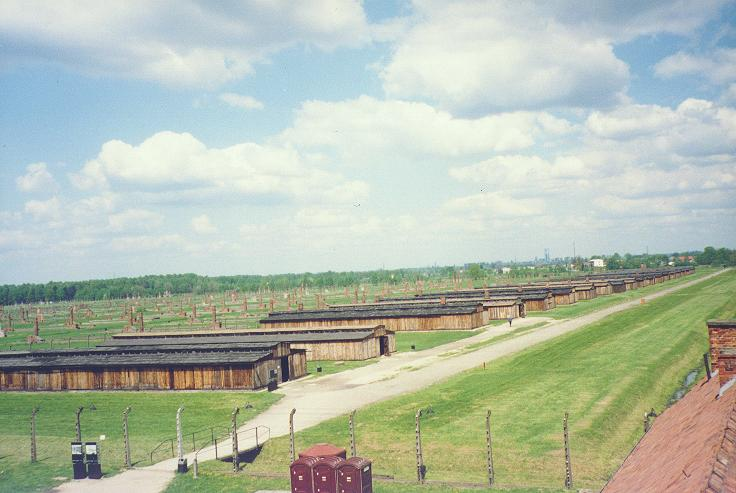
Birkenau koncentrációs tábor 2001

Auschwitz II. az a tábor, amelyet sok ember egyszerűen „Auschwitz”-nak hív. Ez volt az a hely, ahol több százezer embert tartottak fogva és több mint egymillió embert megöltek, többségben zsidókat.
Az Auschwitz melletti Birkenauban (lengyel nevén Brzezinka) létesített Auschwitz II. építése 1941 októberében kezdődött, majd a női részleg létesítését 1942 augusztusában kezdték meg. Birkenaunak négy gázkamrája volt, ezeket úgy tervezték, hogy zuhanyozókra hasonlítsanak, ezen kívül négy krematóriuma volt a holttestek elégetésére. Körülbelül 40 kisebb tábort létesítettek Auschwitz körül. Ezek kényszermunkatáborok voltak, melyeket együttesen Auschwitz III-ként ismernek. Az első Monowitzban épült fel, ahol szülővárosaikból erőszakkal evakuált lengyeleket őriztek.
A foglyokat az egész németek megszállta Európából vasúton szállították, naponta érkeztek szerelvények Auschwitzba. A táborba érkezőket három csoportra osztották. Egy csoport néhány órán belül a gázkamrába ment; ezeket az embereket Birkenauba küldték, ahol naponta több mint 20 000 embert lehetett elgázosítani. Birkenauban erre a célra a Zyklon–B nevű rovarirtó készítményt használták, amely mérgező hidrogén-cianid-gázt tartalmazó granulátum volt. A foglyok másik részét rabszolgamunkára használták gyárakban, például a Kruppban és az I. G. Farbenben. Az auschwitzi komplexumban 405 000 dolgozó foglyot jegyeztek fel 1940 és 1945 között, ebből 340 000 halt meg kivégzés, verés, éhezés és betegségek következtében. Néhány fogoly Oskar Schindler német gyáros segítségével túlélte a megpróbáltatásokat, aki mintegy 1000 lengyel zsidót mentett meg azzal, hogy kivitte őket Auschwitzból, hogy a gyáraiban dolgoztassa őket, először egy Krakkó melletti gyárába, majd egy másikba Brněnecben, ami a mai Csehországban található. A harmadik csoport, főleg ikrek, törpék orvosi kísérletek címén a Josef Mengele-féle orvosok kezei közé kerültek, akiket másképpen „halál angyalainak” is hívtak.
A táborok személyzetét részben foglyok adták, néhányukat kápónak és sonderkommandónak (krematóriumi munkások) választottak ki. Ezeknek a csoportoknak a tagjait rendszerint megölték és újabbakra cserélték. A kápókat és sonderkommandókat az SS tagjai felügyelték, összesen 6000 SS-tag "dolgozott" Auschwitzban.
1943-tól ellenállási szervezetek alakultak a táborban. Ezek a szervezetek néhány fogolynak segítettek a szökésben; a szökevények hírt vittek a megsemmisítésről, arról, hogy a Magyarországról deportált zsidók százezreit megölték 1944. május és július között. 1944 októberében egy sonderkommandós csoport lerombolta Birkenauban az egyik gázkamrát. Őket és bűntársaikat, egy csoport nőt a Monowitz munkatáborból szintén a halálba küldték.
Amikor a szovjet hadsereg felszabadította Auschwitzot 1945. január 27-én, 7600 elhagyott túlélőt találtak. Több mint 58 000 foglyot már evakuáltak, és utolsó halálmenetre küldtek a németek Németországba.

## Auschwitz III. és a kisebb táborok

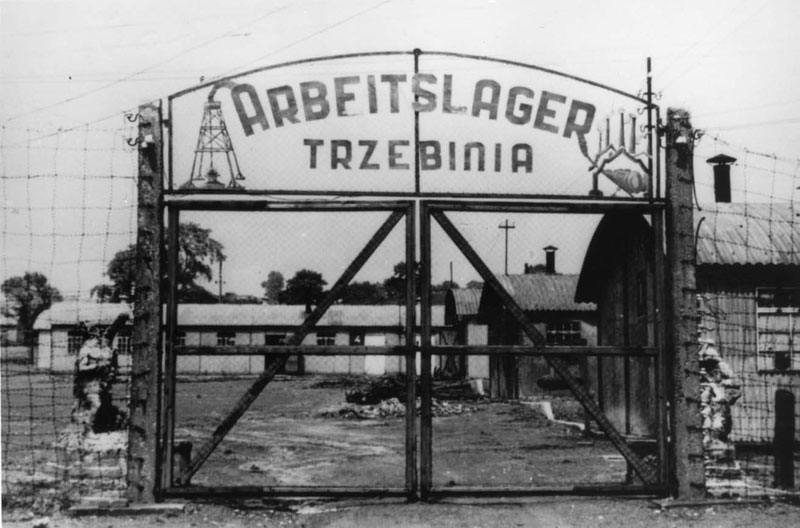
Bejárat az auschwitzi koncentrációs tábor Trzebinia altáborába, 1945

A környező munkatáborok kizárólag a német iparhoz kapcsolódtak és a fegyvergyárakat, öntödéket és bányákat érintették. A legnagyobb munkatábor az Auschwitz III. Monowitz volt, melyet a lengyel Monowice faluról neveztek el. A tevékenysége 1942 májusában kezdődött és az IG Farben tulajdonában lévő Buna-Werke műgumi- és műbenzingyárhoz kapcsolódott. Szabályos időközönként Auschwitz II-ből orvosok látogattak ide, és kiválogatták a gyenge és beteg foglyokat a birkenaui gázkamrákba. A legnagyobb altáborok: Trzebinia, Blechhammer és Althammer. Női táborokat szerveztek az alábbi helyeken: Budy, Plawy, Zabrze, Gleiwitz (Gliwice) I, II, III, Rajsko, Lichtewerden (Světlá).
| Auschwitzhez tartozó kisebb táborok listája | Auschwitzhez tartozó kisebb táborok listája | Auschwitzhez tartozó kisebb táborok listája |
| --- | --- | --- |
| - Babice (Babitz), - Bieruń (Berun), - Blachownia Śląska (Blechhammer), - Bobrek, - Brno (Brünn), - Bruntál (Freudenthal), - Budy, - Buna, - Chełmek, - Chorzów (Arbeitslager Bismarckshütte), - Chrzanów, - Czechowice-Dziedzice, - Czernica, - Dziedzice, - Jeseník (Freiwaldau), - Friedenshütte, | - Gliwice (Gleiwitz), - Goleszów (Golleschau), - Hajduki I-II, - Harmeze (Harmensee), - Zabrze (Hindenburg), - Jawiszowice (Jawischowitz), - Jaworzno, - Kobiór (Kobior), - Lędziny (Arbeitslager Günthergrube), - Lesslau, - Libiąż Mały (Janinagrube), - Lagiewniki Śląskie (Hohenlinde, Hubertushütte), - Lagisza Cmentarna (Lagischa), - Monowice (Monowitz), - Prudnik (Neustadt), - Pyskowice (Peiskretscham), | - Pławy (Plawy), - Pszczyna (Pleß), - Radostowice, - Rajsko, - Rydułtowy (Arbeitslager Charlottegrube), - Siemianowice (Laurahütte), - Sosnowiec (Sosnowitz), - Stara Kuźnia (Althammer), - Stara Wieś, - Světlá (Lichtewerden), - Świętochłowice (Arbeitslager Eintrachtshütte), - Trzebinia, - Wesoła (Fürstengrube), - Zittau, - Żywiec |

## Parancsnokok

### Auschwitz I.
| #  | Portré | Parancsnok                                              | Hivatal kezdete    | Hivatal vége       | Hivatali idő  | Halála                   | Párt  | Párt |
| -- | ------ | ------------------------------------------------------- | ------------------ | ------------------ | ------------- | ------------------------ | ----- | ---- |
| 1. |        | SS-Obersturmbannführer Rudolf Höss (1901–1947)          | 1940. május 4.     | 1943. november 10. | 3 év, 6 hónap | Kivégzés                 | NSDAP |      |
| 2. |        | SS-Obersturmbannführer Arthur Liebehenschel (1901–1948) | 1943. november 11. | 1944. május 8.     | 5 hónap       | Kivégzés                 | NSDAP |      |
| 3. |        | SS–Sturmbannführer Richard Baer (1911–1963)             | 1944. május 11.    | 1945. január 27.   | 8 hónap       | Tárgyalása előtt meghalt | NSDAP |      |

### Auschwitz II-Birkenau
| #  | Portré | Parancsnok                                         | Hivatal kezdete    | Hivatal vége       | Hivatali idő | Halála        | Párt  | Párt |
| -- | ------ | -------------------------------------------------- | ------------------ | ------------------ | ------------ | ------------- | ----- | ---- |
| 1. |        | SS-Hauptsturmführer Fritz Hartjenstein (1905–1954) | 1943. november 22. | 1944. május 8.     | 5 hónap      | Szívinfarktus | NSDAP |      |
| 2. |        | SS–Hauptsturmführer Josef Kramer (1906–1945)       | 1944. május 8.     | 1944. november 25. | 6 hónap      | Kivégzés      | NSDAP |      |

### Auschwitz III-Monowitz
| #  | Portré | Parancsnok                                       | Hivatal kezdete    | Hivatal vége     | Hivatali idő | Halál    | Párt  | Párt |
| -- | ------ | ------------------------------------------------ | ------------------ | ---------------- | ------------ | -------- | ----- | ---- |
| 1. |        | SS–Hauptsturmführer Heinrich Schwarz (1906–1947) | 1943. november 11. | 1945. január 17. | 1 év 2 hónap | Kivégzés | NSDAP |      |

## Mit tudtak a szövetségesek?

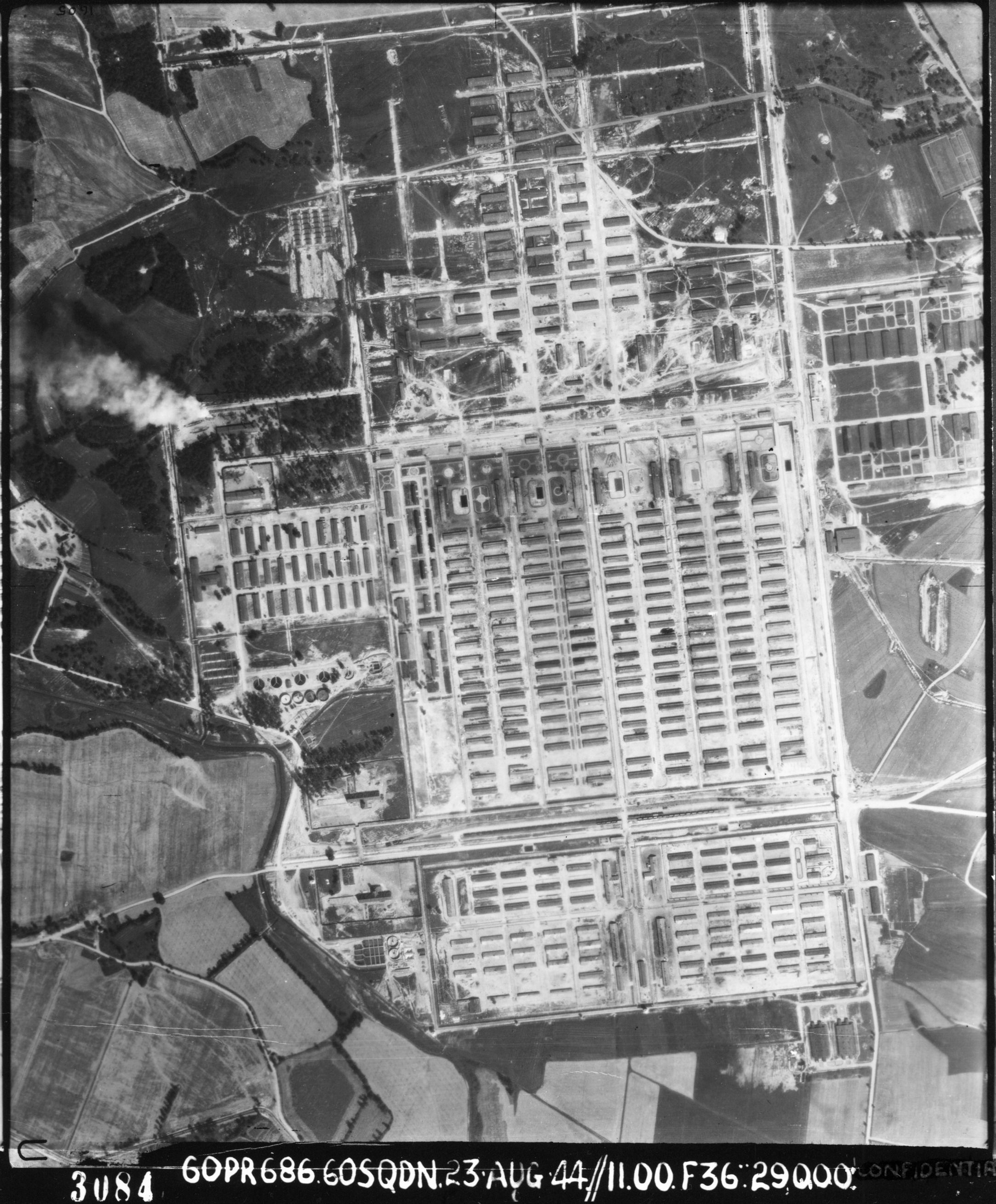
Légifénykép Birkenauról, 1944. május 31-én készítette a Dél-afrikai Légierő Mosquito repülőgépe, amelyet a közeli monowitzi műbenzingyár felderítésére küldtek. A légi fénykép elemzője nem ismerte fel a felvétel jelentőségét, csak az 1970-es évek végén azonosították és a CIA elemezte 1978-ban. A képen látható, hogy füst száll fel az V. krematóriumból

Egy kevés információ eljutott a szövetségesekhez Auschwitzról 1941 és 1944 között, így Witold Pilecki és Jerzy Tabeau beszámolója, de a tömeggyilkosságokról szóló kétségbeesett híradásokat figyelmen kívül hagyták mint túlzó állításokat. Ez megváltozott, amikor ismertté vált Rudolf Vrba és Alfréd Wetzler igen részletes beszámolója, ez 1944 közepére meggyőzte a legtöbb szövetséges vezetőt az igazságról Auschwitzcal kapcsolatban. Részletes felderítő fényképek készültek a táborról 1944-ben, miközben a közelben katonai és ipari célpontokat kerestek, de meg sem kísérelték, hogy a felvételeket kiértékeljék. Valójában egészen az 1970-es évekig nem vizsgálták meg a felvételeket gondosan.
Miután Weissmandl szlovák rabbi kifogásait hangoztatta 1944 májusában, egyre erősödött az igyekezet, hogy a szövetségeseket meggyőzzék Auschwitz, vagy a hozzá vezető vasúti vonalak bombázásáról. Volt egy pillanat, amikor Winston Churchill parancsot adott egy ilyen terv előkészítésére, de végül úgy érvelt, hogy a tábor bombázása sokkal inkább a foglyok halálát okozná, mintsem hogy megszakítsa a kivégzések kivitelezését, a vasúthálózat bombázása pedig technikailag megoldhatatlan. Később néhány közeli katonai célpontot bombáztak. Egy bomba véletlenül a táborra hullt, és megölt néhány foglyot. A vita arról, hogy bombázni kellett volna, vagy hogy mit kellett volna tenni, ha a siker valószínűtlennek látszik, mai napig lezáratlan.

## Evakuáció és felszabadítás
A birkenaui gázkamrákat a németek 1944 novemberében felrobbantották, mivel igyekeztek elrejteni tetteiket a közeledő szovjet csapatok elől. 1945. január 17-én a személyzet megkezdte az evakuációt; a legtöbb foglyot gyalog elindították nyugatra. Akik túlságosan gyengék, vagy betegek voltak, azokat hátrahagyták; körülbelül 7500 foglyot szabadított fel a Vörös Hadsereg 322. lövészegysége 1945. január 27-én.

## Az áldozatok száma
Mivel a németek igyekeztek megsemmisíteni az auschwitzi tömeggyilkosság bizonyítékait, az áldozatok számát lehetetlen pontosan rögzíteni. Az első kísérletek, hogy összeszámolják a halottakat, a bűnösök, elsősorban Rudolf Höß vallomásán alapultak, aki a halottak számát 2,5-3 millióban adta meg. Ezt a túlzó számot és egy még magasabb 4 millióst a szovjet és lengyel hatóságok használták, 4 millió szerepelt a hivatalos emléktáblán is. 1983-ban George Wellers francia tudós volt az első, aki deportálási dokumentumokat használt fel az Auschwitzban megölt foglyok létszámának becslésére, ő 1,613 millió halottról beszél, ebből 1,44 millió zsidó, 146 000 lengyel. Nagyobb tanulmányt kezdett ugyanebben az időben Franciszek Piper, aki vasúti menetrendek adatait vetette össze a deportálások feljegyzéseivel, így 1,1 millió zsidó halottat, 140-150 000 lengyel áldozatot és 23 000 romát számolt. Ez a szám a jelenleg közel az összes kutató által elfogadott, ez szerepel a hivatalos emléktáblán is.

## A háború után

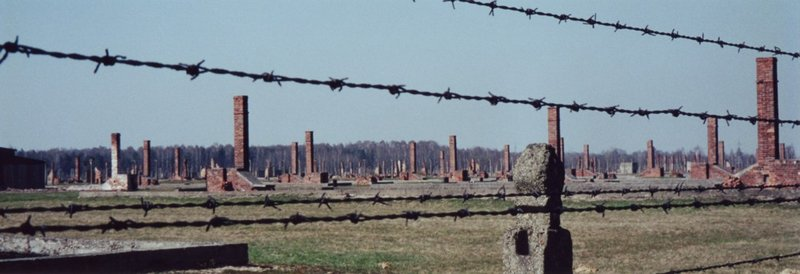
UNESCO világörökség része – romok Birkenauban, 2002

A háború után a tábor az NKVD börtöne volt, bár a legtöbben 1945-ben és később úgy emlékeznek, hogy a tábort éveken keresztül nem tartották karban. A Buna Werké-t a lengyel állam vette át, és a régió vegyiparának alapja lett.
Később a lengyel kormány döntést hozott Auschwitz I. restaurálásáról, majd a nemzetiszocializmus áldozatainak múzeumává alakították át; Auschwitz II-t, ahol az épületek tönkrementek, konzerválták, de nem restaurálták. Jelenleg az Auschwitz I. múzeum különböző korok elemeit egységes egésszé összegzi, például az Auschwitz I. gázkamráját (amely a háború vége óta nem létezik) restaurálták, és a kerítést áthelyezték (mivel az épület a háború után készült el, de a múzeum létesítése előtt). Mindazonáltal legtöbb esetben a történeti tényektől való eltérés kismértékű és jól láthatóan jelezve van.
Auschwitz II. és a gázkamrák maradványai szintén látogathatók. Az auschwitzi koncentrációs tábor a UNESCO világörökség része listán szerepel.
1979-ben az újonnan megválasztott lengyel pápa, II. János Pál Auschwitz földjén celebrált misét 500 ezer embernek. Miután a pápa bejelentette, hogy Edith Stein boldoggá avatását tervezik, katolikusok keresztet állítottak a mellett a 2. bunker mellett, ahol elgázosították. Röviddel ezután egy Dávid-csillag jelent meg itt, ez az egyházi szimbólumok elburjánzásához vezetett, alkalomadtán ezeket eltávolították.
1984-ben karmelita apácák zárdát nyitottak Auschwitz I. közelében. Miután egyes zsidó csoportok felszólították őket a zárda megszüntetésére, a katolikus egyház ebbe 1987-ben beleegyezett. Egy évvel később a karmeliták az 1979-es mise 8 méter magas keresztjét állították a 11. blokkon kívülre, a táborból alig látható helyre. Ez újra egyes zsidó csoportok tiltakozását vonta maga után, akik azt mondták, hogy főleg zsidókat öltek meg Auschwitzban, és követelték, hogy távolítsanak el minden vallási szimbólumot erről a helyről. Egyes katolikusok kijelentették, hogy az Auschwitz I-ben megölt emberek zöme katolikus lengyel volt. A katolikus egyház 1989-ben azt mondta a karmelitáknak, hogy távolítsanak el mindent, de 1993-ig a nagy keresztet nem mozdították el. 1998-ban többszöri felszólítás után, hogy vigyék el a keresztet, helyi aktivisták 300 kisebb keresztet állítottak fel a nagy közelében, ami újabb tiltakozási hullámot váltott ki. Végül a lengyel katolikus egyház és a lengyel kormány megegyezett: a kisebb kereszteket 1999-ben eltávolították, de a nagy, pápai kereszt maradt.
1996-ban a német kormány január 27-ét, Auschwitz felszabadulása napját a nemzetiszocializmus áldozatainak hivatalos emléknapjává nyilvánította.
2005-ben az Európai Parlament a tábor felszabadulásának évfordulójáról egyperces néma csenddel és az alábbi határozattal emlékezett meg:
„2005. január 27-e, Auschwitz-Birkenau, a náci Németország megsemmisítő tábora – ahol 1,5 millió zsidó, roma, lengyel és orosz embert és számos más nemzet foglyait, valamint homoszexuálisokat öltek meg – felszabadulásának hatvanadik évfordulója nemcsak az európai polgárok számára fontos alkalom, hogy emlékezzenek és ítéletet mondjanak a holokauszt borzalmaira és tragédiájára, hanem arra is, hogy nyugtalanítóan nő az antiszemitizmus, és különösen az antiszemita incidensek száma Európában, és hogy újra okuljon abból a növekvő veszélyből, hogy áldozatul eshetnek emberek faji, nemzetiségi, vallási, szociális helyzeti, politikai vagy szexuális hovatartozásuk miatt.”

### Ellenvetések

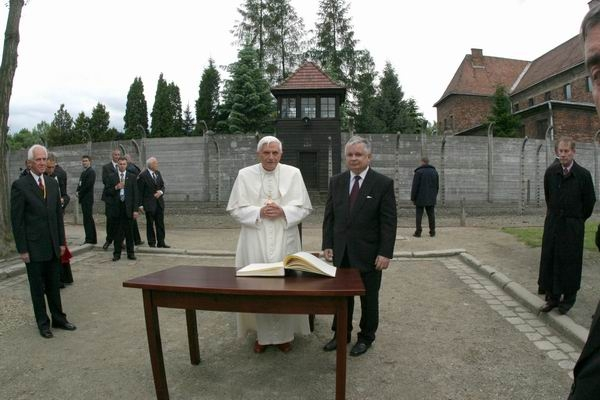
XVI. Benedek pápa és Lech Kaczyński Lengyelország köztársasági elnöke Auschwitz-Birkenauban, 2006. május 28.

Újabban a lengyel média és a lengyel külügyminisztérium hangot adott kifogásainak, hogy Auschwitz vonatkozásában a „lengyel haláltábor” kifejezést használják, mivel attól tartanak, ez a fordulat azt sugallja, hogy a lengyelek (és nem a németek) készítették elő a holokausztot. A legtöbb média tudatosan törekszik arra, hogy a félreérthetőségnek ezt a vétkét elkerülje. 2006. április 1-jén a lengyel kulturális minisztérium szóvivője közölte, hogy a kormány kérést intézett a UNESCO-hoz, hogy az „Auschwitz koncentrációs tábor” elnevezést változtassa meg „Auschwitz-Birkenau korábbi náci német koncentrációs tábor”-ra, hangsúlyozva, hogy a tábort a németek, nem pedig lengyelek üzemeltették.
Andrzej Munk és Andrzej Wajda lengyel filmrendező engedélyt kapott, hogy filmet forgasson Auschwitzban. A A sas felszáll (War and Remembrance) című mini-tévésorozat holokausztjeleneteit szintén Auschwitzban forgatták. Steven Spielbergtől viszont megtagadták ugyanezt a Schindler listája forgatásakor. Ezért egy hasonló „tábort” építettek fel a táboron kívül, hogy leforgathassák azt a jelenetet, amikor megérkezik a vonat az asszonyokkal, akiket Schindler próbál megmenteni.
2006 februárjában Lengyelország megtagadta a vízum kiadását iráni kutatóknak, akik auschwitzi látogatást terveztek. A lengyel külügyminiszter azt mondta, hogy országának meg kell gátolnia, hogy Irán kutassa a holokauszt mértékét, melyet az iráni elnök, Mahmud Ahmadinezsád mítosznak nevezett.

### Az Auschwitz-Birkenau Múzeum 2011-ben

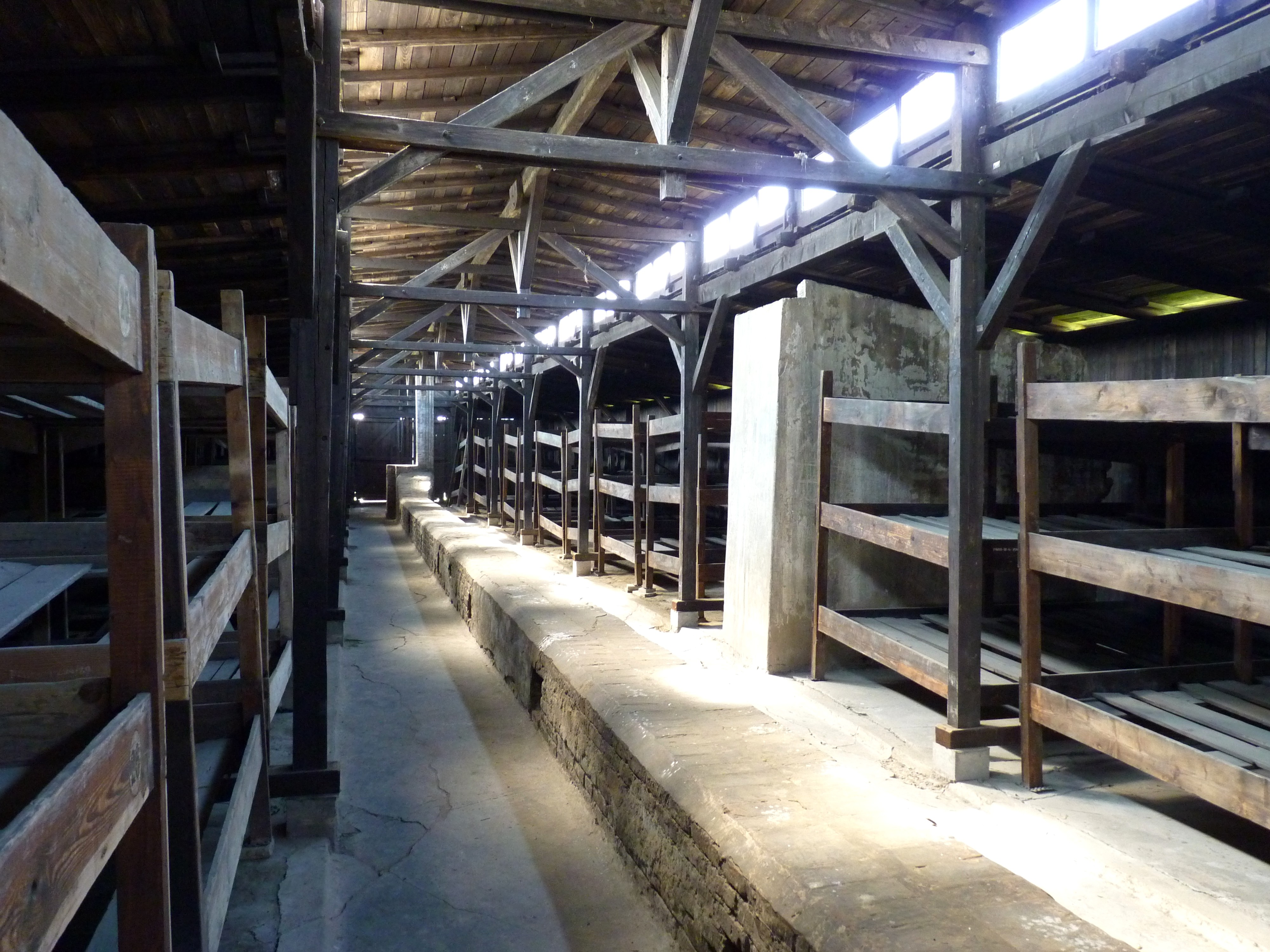
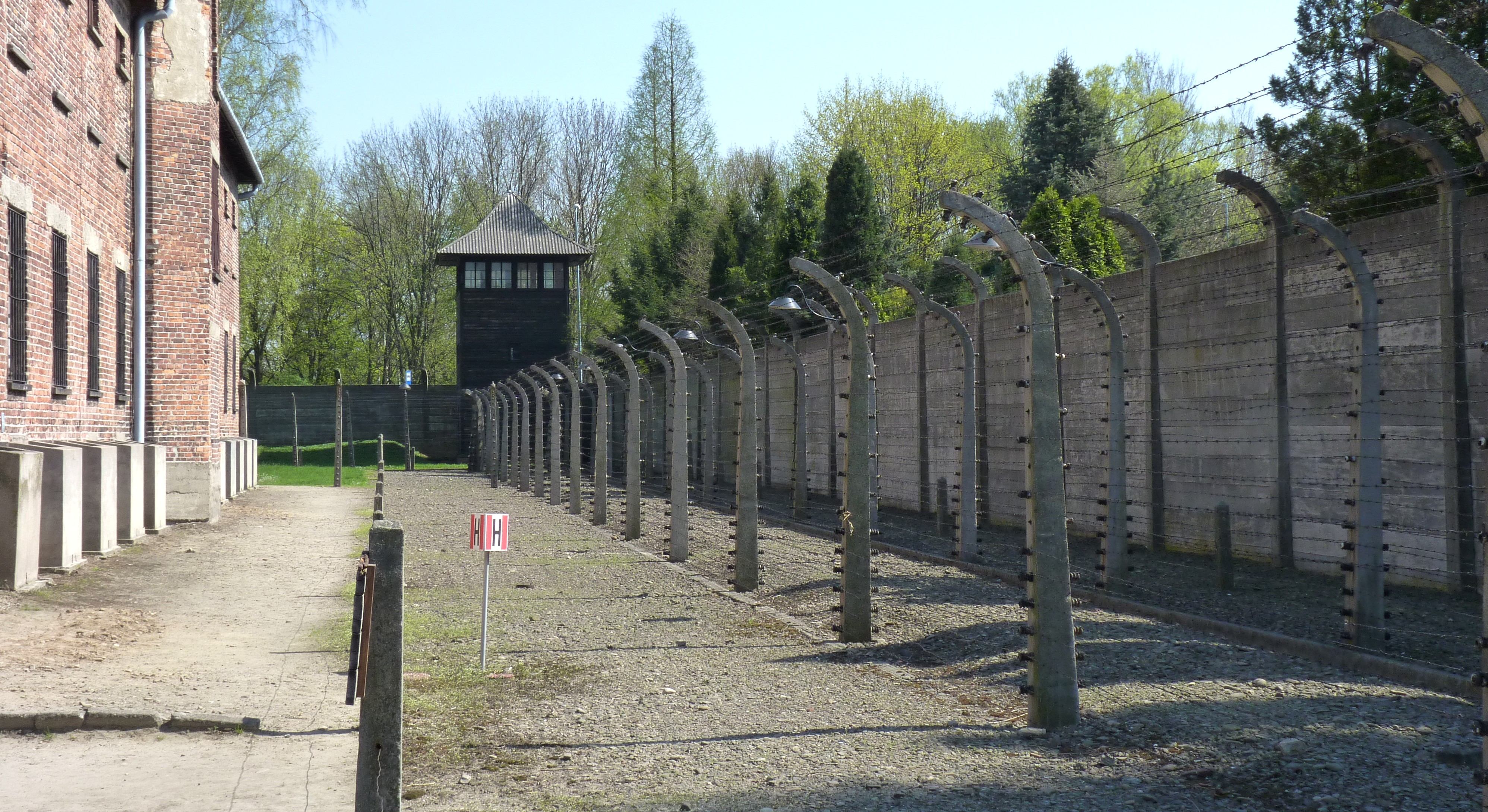
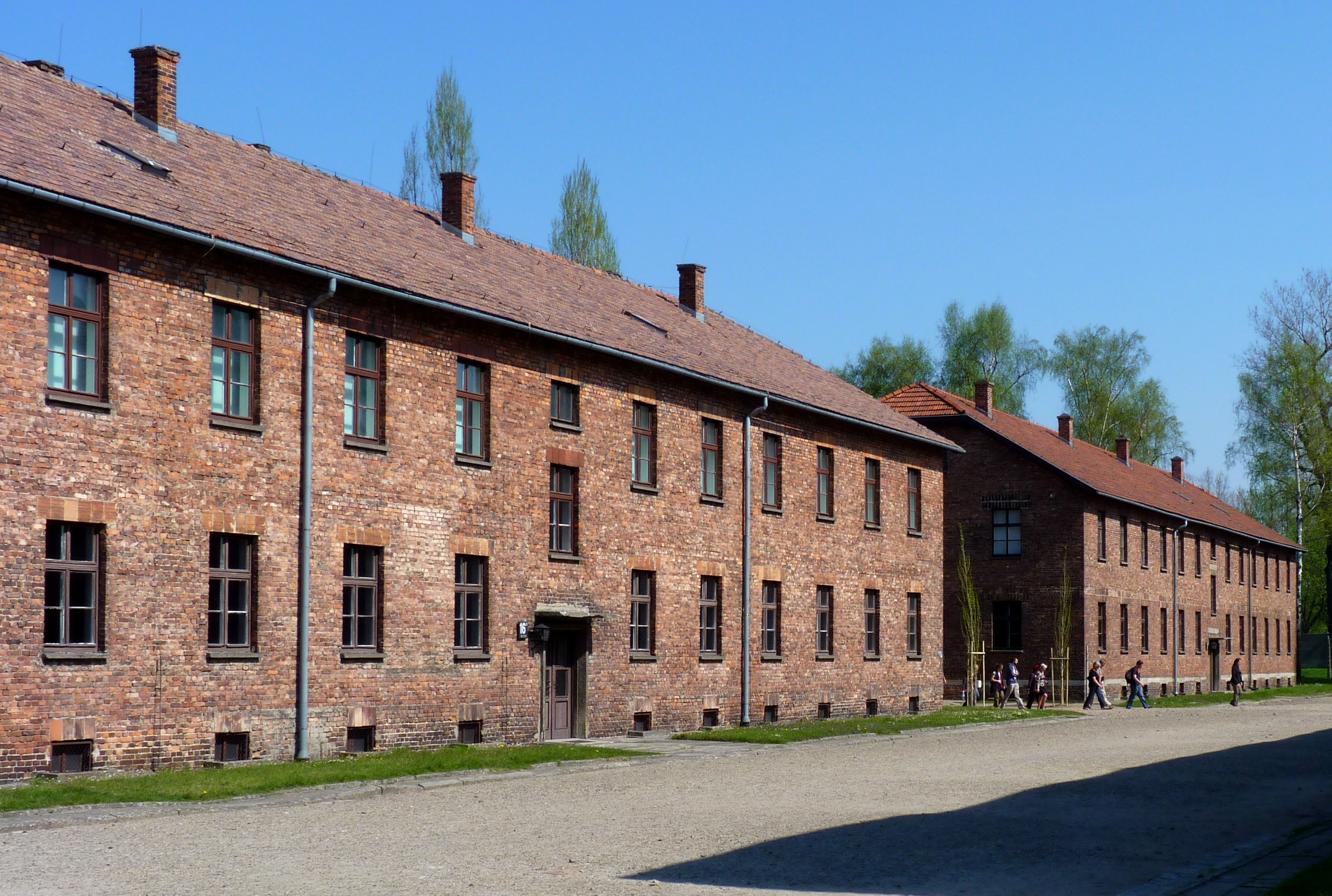
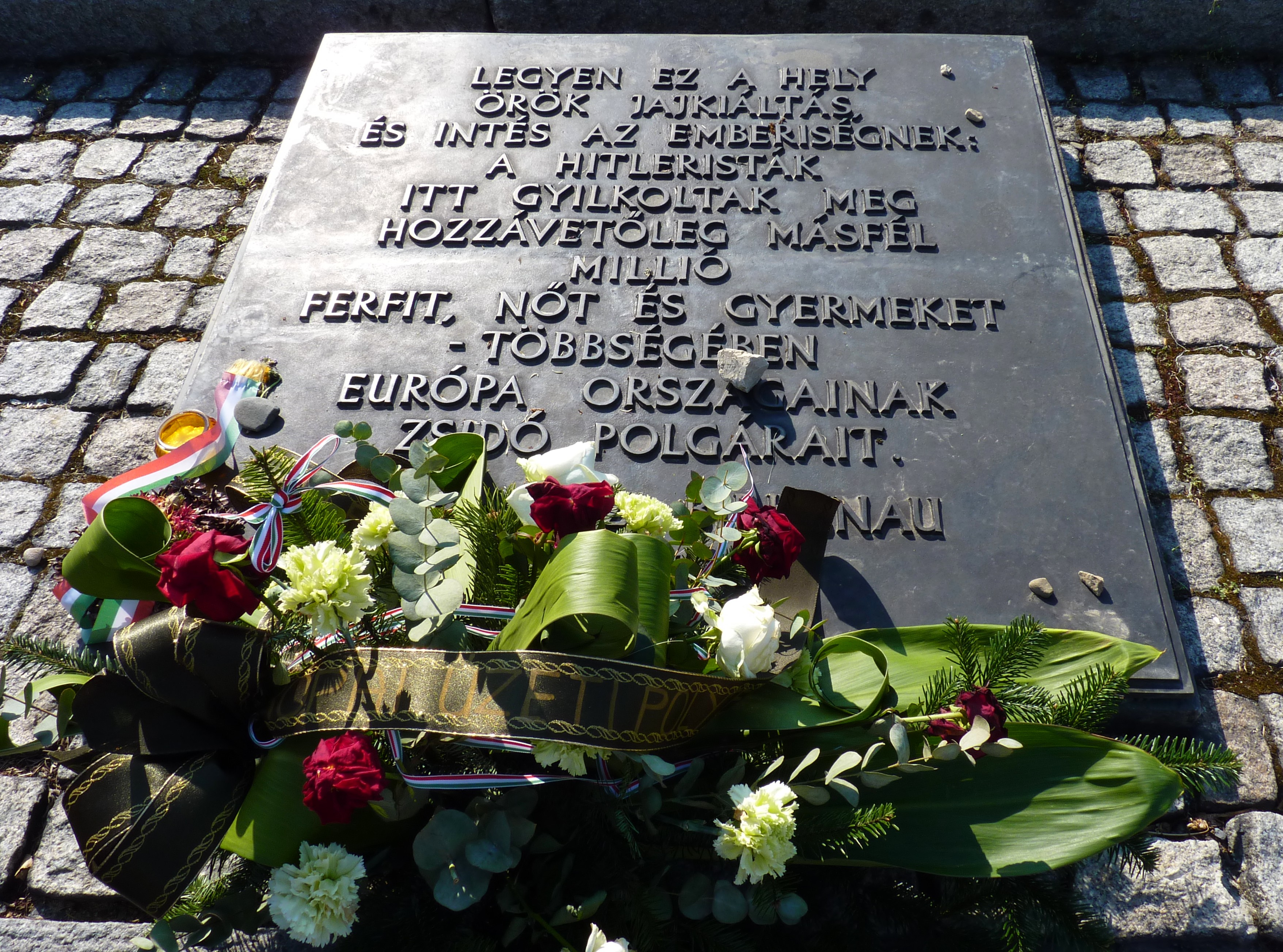
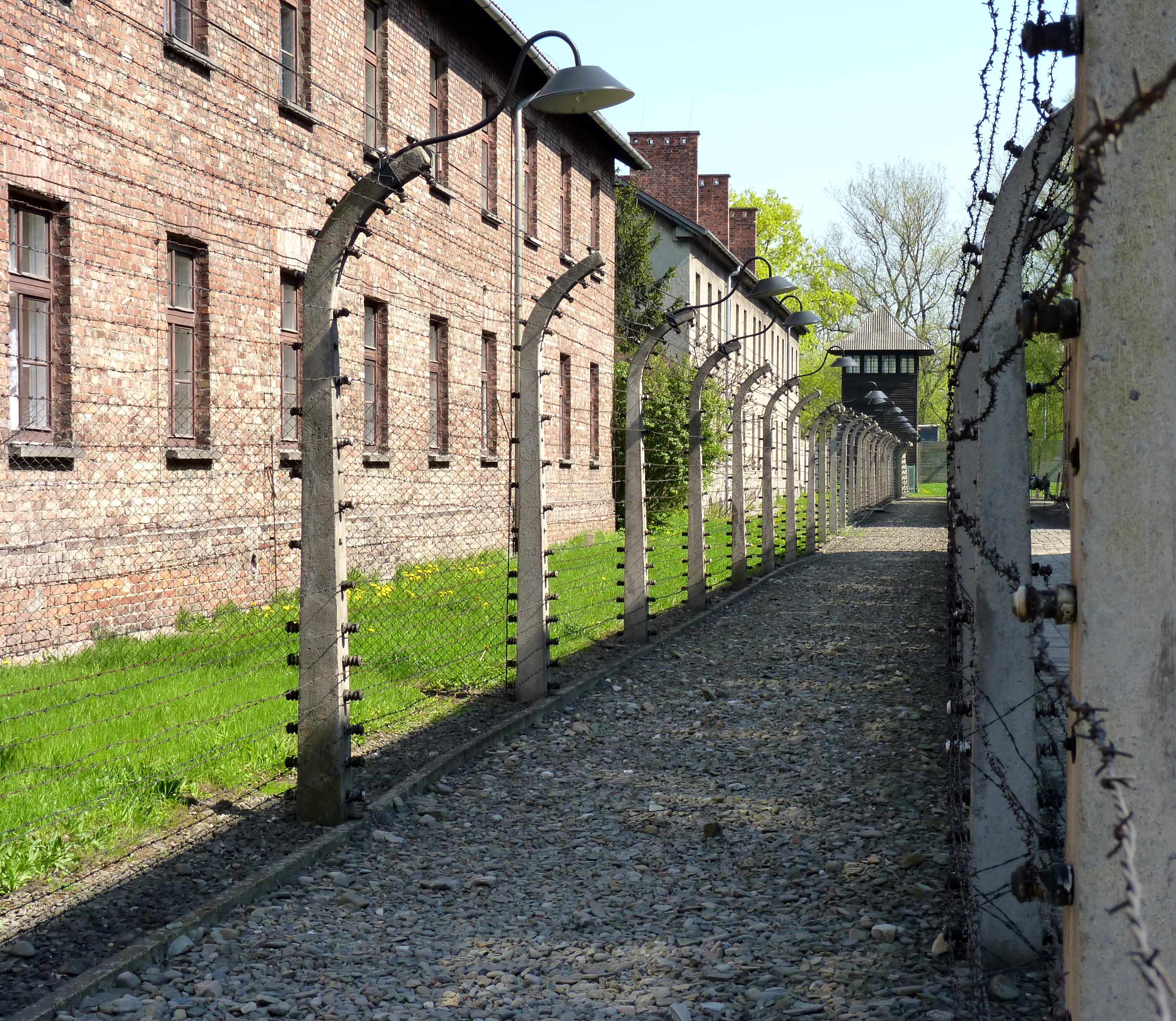
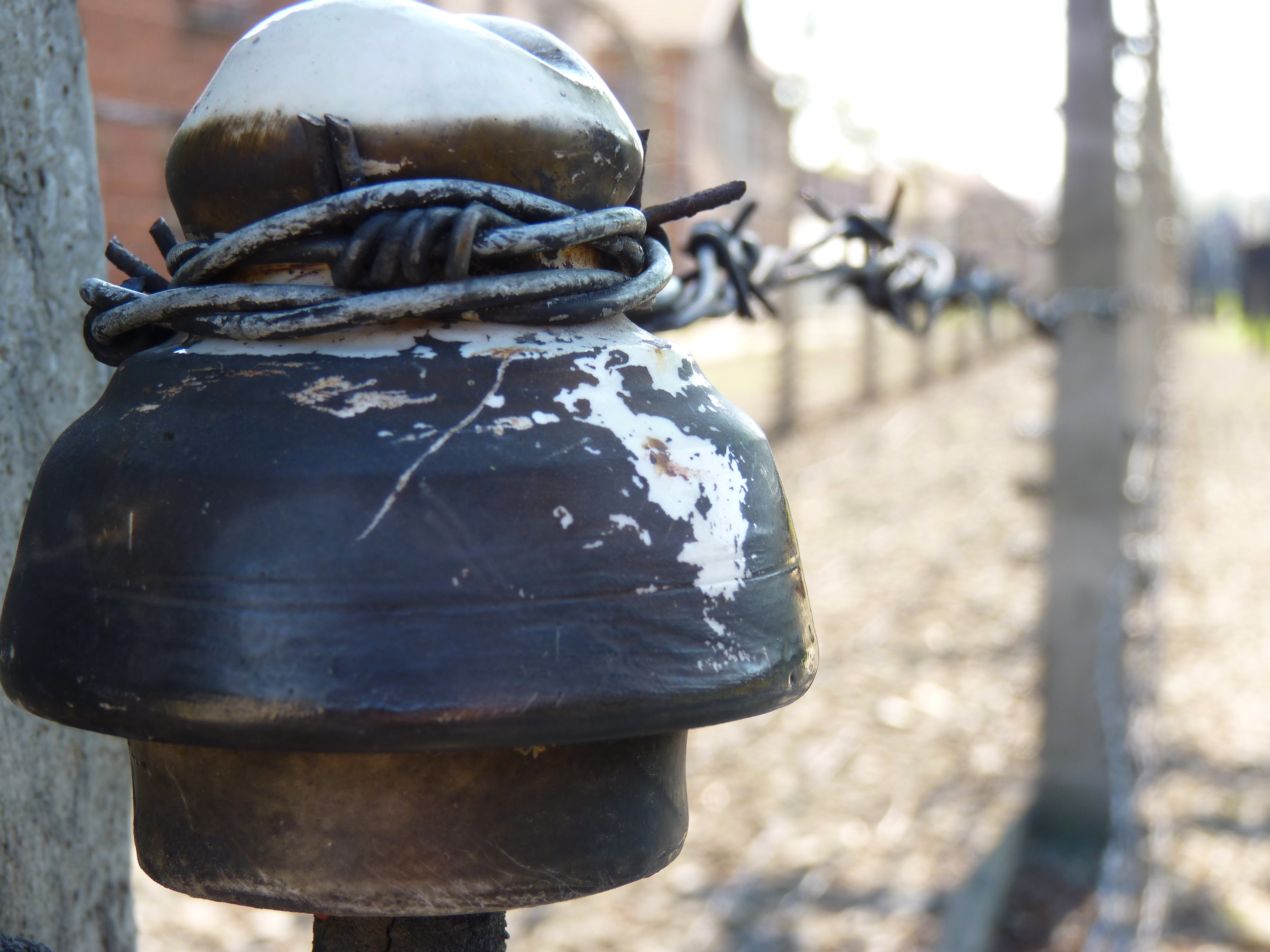
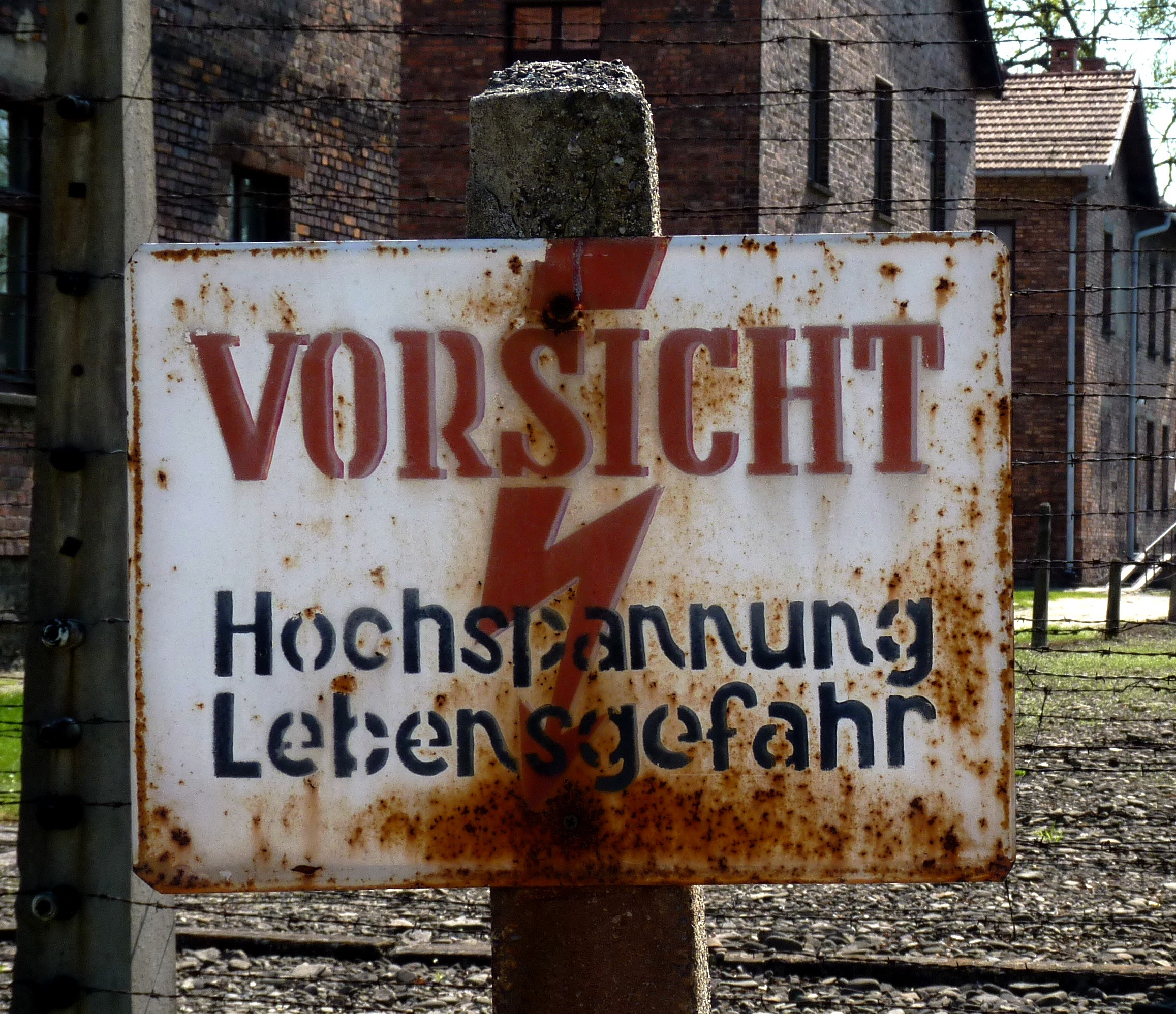
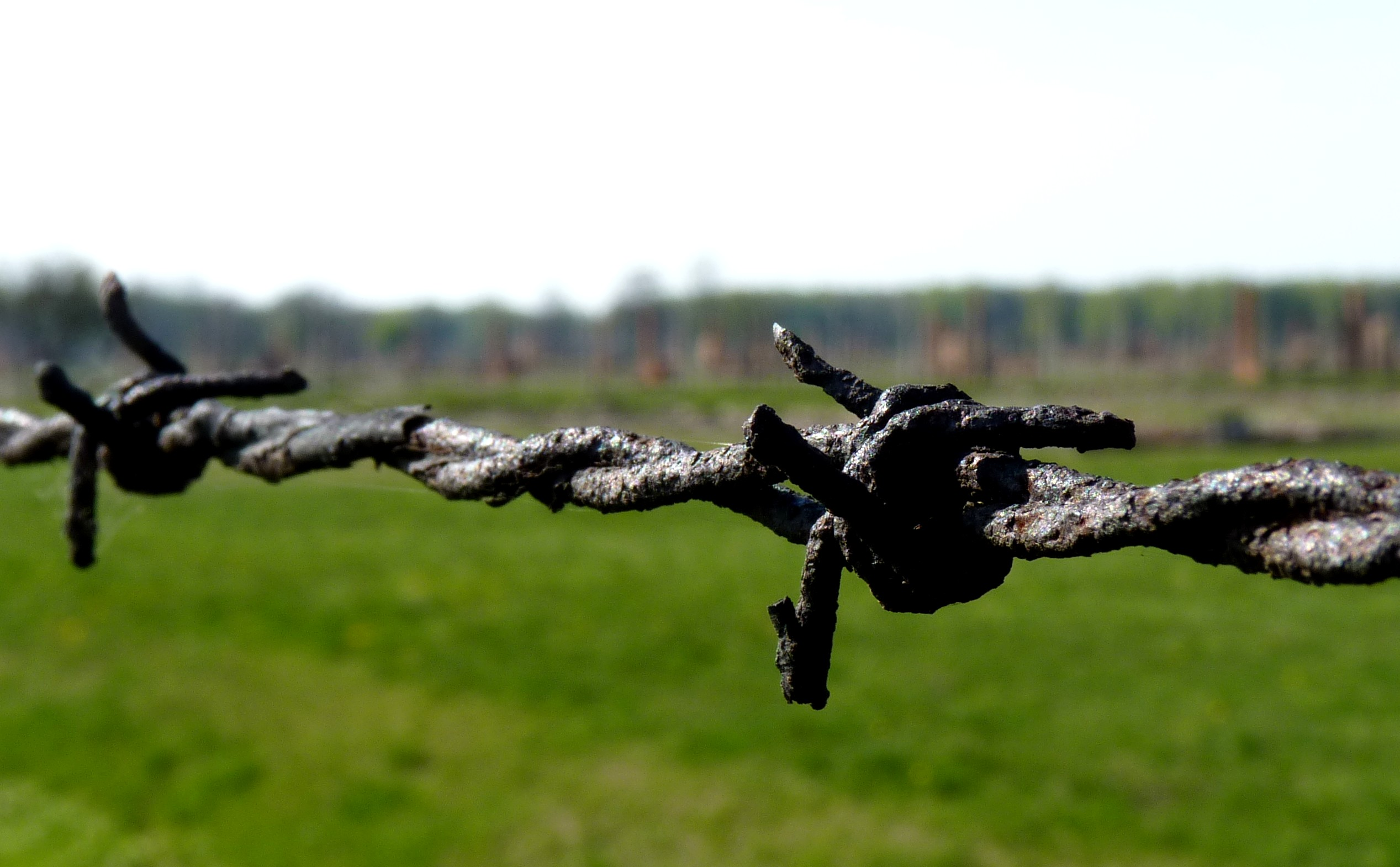